# Eugène Fourvel
 (janvier 2025).
Eugène Fourvel né le 9 février 1906 à Vertaizon  et mort le 3 août 1986 à Clermont-Ferrand est un homme politique français.

## Biographie
Cultivateur de profession, il est député communiste du Puy-de-Dôme de 1951 à 1958, puis de 1962 à 1967 et maire de Vertaizon de 1959 à 1965.